# Klešče
Klešče so ročno orodje, sestavljene iz dveh  polovic, ki sta nekako na sredini pritrjeni druga na drugo z vijakom - da je omogočena gibljivost. Ustje klešč ima takšno ali drugačno obliko oziroma profil, ki je odvisen od funkcije tega orodja. Nasprotna stran klešč sta dva ročaja, ki jih stiskamo skupaj z objemom dlani. Poznamo in ločimo klešče glede na uporabnost, jih pa lažje razvrščamo po osnovni obliki čeljusti. 
Klešče vseh vrst danes najdete v tehničnih trgovinah, tudi v različnih supermarketih in spletnih trgovinah. 

## Vrste klešč
- ploščate (zlatarske), »flahcange« (obe čeljusti sta ploščati, oziroma ravni - za boljši oprijem so prečne zareze)
- koničaste (zlatarske), »špiccange« (obe čeljusti sta konici)
- polokrogle (ena čeljust je polkrožna, druga ploščata)
- kovaške (obe čeljusti v obliki črke C - zaprte klešče so podobne krogu ali elipsi)
- papagajke (s trojno nastavitvijo dolžine medsebojnega stika obeh polovic)
- kombinirane (kombinacija več funkcij na enem orodju)
- armaturne (pri delu z armaturo)
- zatezne (polavtomatske)
- ščipalne, »cvikcange« (za preščip žice na primer)
- električarske (z nastavki za stiskanje votlic in ščipanje kablov)
- grip (klešče, ki se uporabljajo pri varjenju)
- za kabelske kontakte (stiskanje kabelskih kontaktov različnih mer)
- mizarske (največkrat uporabljane za ščipanje žice)
- univerzalne (pararelne fiksne ali nastavljive)
- seger (za uporabo stiskanja in odpiranja seger obročkov)
- za kovičenje (za uporabo blok zakovic).

## Pregovori
- Zakaj ima kovač klešče? (ljudski)